# Sellos del Sóviet de los Diputados de Luga
Sellos del Soviet de los diputados de Luga Совдеп (1918)

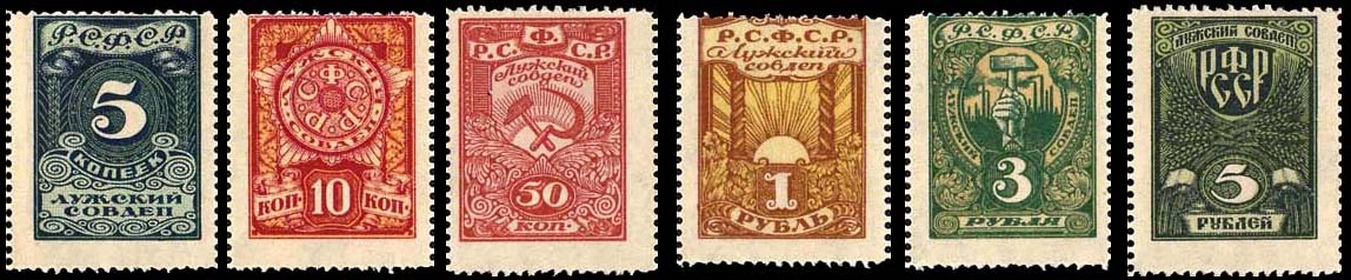

## Historia y estatus de las estampillas
Las emisiones se efectuaron en 1918 por la división financiera de Sovdep para el pago de las colecciones del estado (por ejemplo, colecciones de las declaraciones). Posteriormente, considerando la ausencia de sellos postales, se podía pagar el franqueo. Se disiparon por los sellos postales de la ciudad de Luga con diferentes días calendario de 1918.
A tiempo del lanzamiento se supo en Petersburgo, que las estampillas del Sovdep fueron retiradas inmediatamente de circulación y la comisión especial de Luga destruyó el remanente. [5]
Por afirmación de E.Kobetski controlador estatal de la provincia de Petrogrado, estas estampillas se emitieron por el Sovdep como especies valoradas monetarias, en vista del déficit de papel de baja denominación. [6]
Los sellos de sovdep se emplearon con sellos postales semioficiales. [7]

## El valor filatélico
En 1931 las estampillas fiscales del Sovdep fueron distribuidas comercialmente en los negocios de la Советская филателистическая ассоциация (SFA). En 1926, estos sellos ingresan en una cantidad pequeña a la SFA desde el archivo de lengubfinotdela. [8] actualmente las estampillas del Sovdep son muy escasas y son de interés de coleccionistas.
De acuerdo con estimaciones contemporáneas, el costo de la emisión compuestas de hasta 8000 rublos [9].